# Ngân hàng Hợp tác xã Việt Nam
Ngân hàng Hợp tác xã Việt Nam (tên tiếng Anh là "Co-operative Bank of Viet Nam", viết tắt: Co-opBank), là một ngân hàng hợp tác xã tại Việt Nam, thành lập năm 2013 theo hình thức chuyển đổi.

## Ra đời và phát triển
Ngân hàng Hợp tác xã Việt Nam ra đời trên cơ sở chuyển đổi từ Quỹ Tín dụng Nhân dân Trung ương (tên tiếng Anh là Central People's Credit Fund, viết tắt: CCF). Quỹ tín dụng Trung ương được hình thành dựa trên Quyết định số 390/QĐ-TTg ngày 27/7/1993 và công văn số 6901/KTTH năm 1994 của Chính phủ Việt Nam. Đến năm 1995, Thống đốc Ngân hàng Nhà nước Việt Nam có quyết định số 162/QĐ-NH5 ngày 8/6/1995 cho thành lập Quỹ tín dụng nhân dân Trung ương và Quyết định số 200/QĐ-NH5 nhằm cấp giấy phép hoạt động cho Quỹ tín dụng nhân dân Trung ương với số vốn điều lệ ban đầu là 200 tỷ đồng. Từ năm 2010, vốn điều lệ được tăng lên 2000 tỷ đồng.
Năm 2013, với vốn điều lệ là 3.000 tỷ đồng, theo giấy phép số 166/GP-NHNN được Thống đốc Ngân hàng Nhà nước ký ban hành ngày 4-6-2013 , Ngân hàng Hợp tác xã Việt Nam được thành lập.
```
Vốn điều lệ của ngân hàng bao gồm vốn từ ngân sách Nhà nước Việt Nam chiếm trên 99% còn lại là vốn góp của quỹ tín dụng nhân dân thành viên và các pháp nhân khác.
```

## Khái niệm "Quỹ tín dụng nhân dân Trung ương"
Quỹ tín dụng nhân dân Trung ương là một tổ chức tín dụng hợp tác, do các quỹ Tín dụng Nhân dân cơ sở (viết tắt là QTDND cơ sở), các tổ chức tín dụng và các đối tượng khác tham gia góp vốn thành lập; được Nhà nước hỗ trợ vốn để hoạt động trong lĩnh vực tiền tệ, tín dụng và dịch vụ Ngân hàng, nhằm mục đích hỗ trợ và nâng cao hiệu quả hoạt động của hệ thống QTDND, giúp các QTDND Cơ sở ở xã, phường phát triển ổn định. Quỹ tín dụng Trung ương hoạt động không vì mục đích lợi nhuận.
Chức năng chính của Quỹ
- Điều hoà vốn trong hệ thống;
- Cung ứng dịch vụ, chăm sóc, tư vấn cho Quỹ tín dụng thành viên;
- Kinh doanh tiền tệ, tín dụng và dịch vụ ngân hàng;
- Thực hiện một số nhiệm vụ của tổ chức liên kết hệ thống QTDND do Thống đốc Ngân hàng Nhà nước quy định.

Mạng lưới hoạt động
Mạng lưới của Quỹ tín dụng Trung ương trải rộng 53 tỉnh, thành phố của Việt Nam với 26 chi nhánh và gần 100 phòng giao dịch (số liệu tính đến 05/2012) trực tiếp chăm sóc, điều hoà vốn hỗ trợ hơn 1.000 QTDND -cơ sở thành viên trong cả nước, tăng cường mối liên kết trong hệ thống.
Tại quyết định 200/QĐ-NH5 của Thống đốc Ngân hàng Nhà nước Việt Nam ngày 20 tháng 7 năm 1995 ghi rõ:
| “ | Điều 3: Quỹ tín dụng Trung ương được phép thực hiện các nghiệp vụ sau: 1. Huy động vốn: 1.1. Nhận tiền gửi của các Quỹ tín dụng thành viên để cân đối điều hoà trong toàn hệ thống theo cơ chế để cho vay. 1.2. Huy động vốn trong nước và vay vốn nước ngoài bằng đồng Việt Nam và bằng ngoại tệ, phát hành chứng chỉ tiền gửi, trái phiếu, kỳ phiếu ngắn hạn và dài hạn. 1.3. Tiếp nhận vốn tài trợ, vốn uỷ thác đầu tư của Nhà nước, các tổ chức quốc gia, quốc tế, cá nhân ở trong nước và nước ngoài cho các chương trình, dự án đầu tư và phát triển kinh tế. 2. Cho vay: - Cho vay các Quỹ tín dụng nhân dân thành viên và doanh nghiệp theo nguyên tắc ưu tiên đối với các tổ chức trong hệ thống. 3. Các nghiệp vụ kinh doanh khác: 3.1. Nhận chiết khấu các giấy tờ có giá; 3.2. Thực hiện nghiệp vụ bảo lãnh theo quy chế bảo lãnh của Thống đốc Ngân hàng Nhà nước; 3.3. Kinh doanh ngoại tệ, vàng bạc, đá quý và làm các dịch vụ Ngân hàng đối ngoại theo giấy phép của Ngân hàng Nhà nước; 3.4. Hùn vốn, liên doanh, mua cổ phần của doanh nghiệp và đầu tư chứng khoán; 3.5. Làm dịch vụ giữ hộ tài sản quý và các giấy tờ có giá; 3.6. Thực hiện nghiệp vụ cầm cố, kinh doanh bất động sản; 3.7. Làm dịch vụ thanh toán, chuyển tiền, thu chi tiền mặt; 3.8. Mua bán và làm đại lý mua bán tín phiếu, trái phiếu chính phủ, các tổ chức và doanh nghiệp trong nước và nước ngoài; 3.9. Tham gia thị trường liên Ngân hàng, thị trường tiền tệ ngắn hạn và thị trường chứng khoán quốc gia; 3.10. Làm các dịch vụ tư vấn tài chính, Ngân hàng và đầu tư; 3.11. Thực hiện các nghiệp vụ khác theo Pháp lệnh Ngân hàng, Hợp tác xã tín dụng và Công ty tài chính. | ” |

## Chuyển đổi thành "Ngân hàng Hợp tác xã Việt Nam"
Ngân hàng Hợp tác xã Việt Nam (viết tắt là HTX) có phạm vi hoạt động trên toàn lãnh thổ Việt Nam, được thành lập các đơn vị mạng lưới trong nước và nước ngoài khi được Ngân hàng Nhà nước Việt Nam chấp thuận bằng văn bản; đồng thời mở rộng đối tượng cung cấp dịch vụ.
Về nội dung, phạm vi hoạt động, ngân hàng này được phép:
- Mở tài khoản tiền gửi cho các thành viên là các quỹ tín dụng nhân dân;
- Nhận tiền gửi, cho vay điều hòa vốn đối với quỹ tín dụng nhân dân thành viên theo Quy chế điều hòa vốn được Hội đồng quản trị Ngân hàng HTX thông qua và được công khai đến tất cả các quỹ tín dụng nhân dân thành viên;
- Xây dựng, phát triển và ứng dụng các sản phẩm, dịch vụ mới trong hoạt động của quỹ tín dụng nhân dân thành viên đáp ứng nhu cầu của các thành viên quỹ tín dụng nhân dân và phục vụ phát triển lợi ích cộng đồng trên địa bàn sau khi được Ngân hàng Nhà nước cho phép.

Đối với khách hàng không phải là quỹ tín dụng nhân dân thành viên, Ngân hàng HTX được:
- Nhận tiền gửi không kỳ hạn, tiền gửi có kỳ hạn, tiền gửi tiết kiệm, tiền gửi thanh toán và các loại tiền gửi khác của tổ chức và cá nhân;
- Cho vay đối với khách hàng không phải là quỹ tín dụng nhân dân thành viên khi đã ưu tiên đáp ứng nhu cầu điều hòa vốn của quỹ tín dụng nhân dân thành viên, duy trì tỷ lệ dư nợ cho vay khách hàng không phải là quỹ tín dụng nhân dân thành viên theo đúng quy định của Ngân hàng Nhà nước.

Ngoài ra, Ngân hàng HTX được phát hành chứng chỉ tiền gửi, kỳ phiếu, tín phiếu, trái phiếu, giấy tờ có giá khác để huy động vốn trong nước và nước ngoài theo quy định của Ngân hàng Nhà nước; vay vốn trên thị trường tiền tệ trong nước và vay vốn của tổ chức tài chính, tín dụng, các tổ chức khác và cá nhân trong, ngoài nước theo quy định của pháp luật; Ủy thác và nhận ủy thác theo quy định của Ngân hàng Nhà nước và các quy định của pháp luật liên quan; vay vốn của Ngân hàng Nhà nước dưới hình thức tái cấp vốn và các hình thức vay vốn khác theo quy định; thực hiện các nghiệp vụ chiết khấu, tái chiết khấu, cầm cố thương phiếu và các giấy tờ có giá khác; bảo lãnh ngân hàng; phát hành thẻ tín dụng theo quy định...